# Mucormicosi
La mucormicosi és qualsevol infecció per fongs causada per fongs de l'ordre Mucorales.:328 En general, les espècies dels gèneres Mucor, Rhizopus, Absidia, i Cunninghamella estan més sovint implicades.
Les fonts més freqüents d’infeccions són el sòl, les parets humides dels edificis antics, etc.
La malaltia es caracteritza sovint per un creixement d'hifes dins i al voltant dels vasos sanguinis i pot ser potencialment potencialment mortal en persones diabètiques o greument immunodeprimides.
La "mucormicosi" i la "zigomicosi" de vegades s'utilitzen indistintament. Tanmateix, la zigomicota s'ha identificat com a polifilètica i no està inclosa en els sistemes moderns de classificació de fongs. A més, mentre la zigomicosi inclou Entomoftorals, la mucormicosi exclou aquest grup.
En el context de COVID-19, la malaltia s'ha anomenat comunament fong negre.

## Tipus de mucormicosi
- La mucormicosi rinocerebral (sins i cervell) és una infecció als sins que es pot estendre al cervell. Aquesta forma de mucormicosi és més freqüent en persones amb diabetis no controlada i en persones que han tingut un trasplantament de ronyó.
- La mucormicosi pulmonar és el tipus de mucormicosi més freqüent en persones amb càncer i en persones que han tingut un trasplantament d'òrgans o de cèl·lules mare.
- La mucormicosi gastrointestinal és més freqüent entre els nens petits que els adults, especialment els nadons prematurs i de baix pes al naixement de menys d’un mes d'edat, que han tingut una cirurgia, han pres antibiòtics, o medicaments que redueixen la capacitat del cos per combatre els gèrmens i les malalties.
- La mucormicosi cutània es produeix després que els fongs entren al cos a través d'una ruptura de la pell (per exemple, després d'una cirurgia, una cremada o un altre tipus de traumatisme cutani). Aquesta és la forma més habitual de mucormicosi entre les persones que no tenen un sistema immunitari debilitat.
- La mucormicosi disseminada es produeix quan la infecció s'estén pel torrent sanguini i afecta una altra part del cos. La infecció afecta amb més freqüència el cervell, però també pot afectar altres òrgans com la melsa, el cor i la pell.[6]

## Signes i símptomes

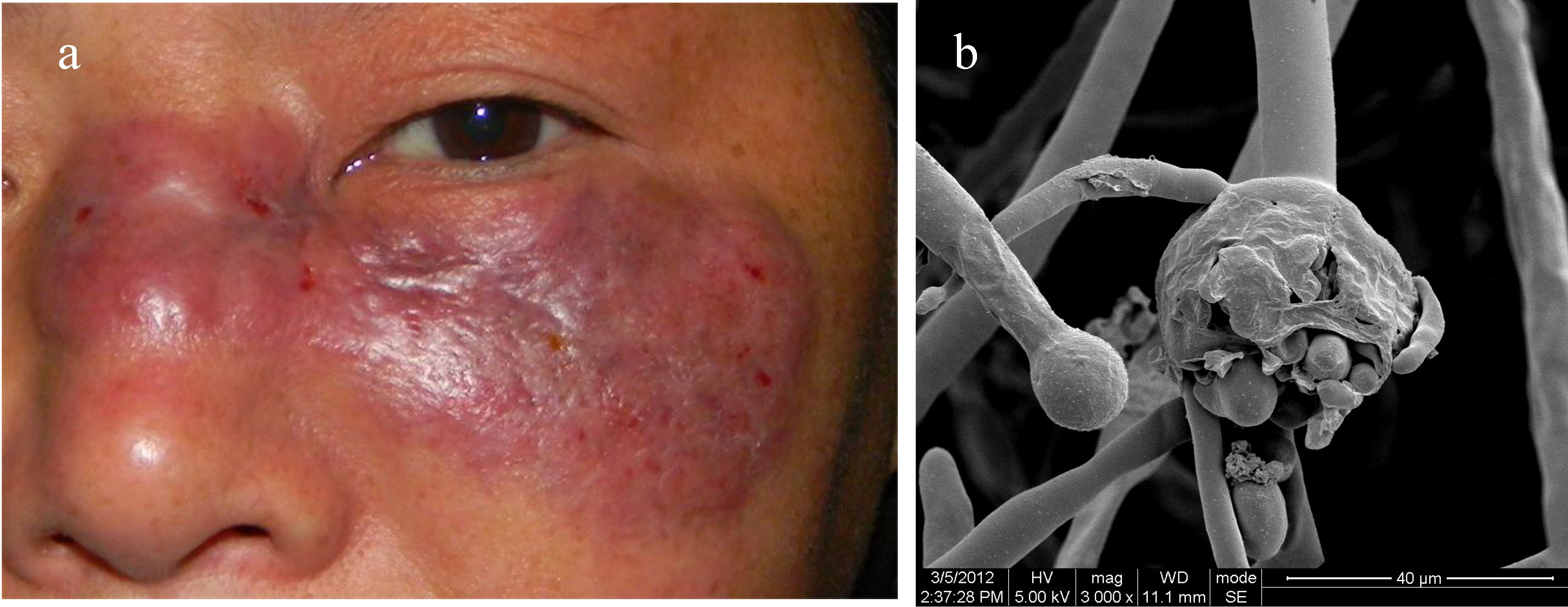
Un home de 47 anys amb mucormicosi i micrografia electrònica de la pell que mostra esporangis de fongs Mucorales.

La mucormicosi infecta freqüentment els sins, el cervell o els pulmons. Tot i que la infecció de la cavitat oral o del cervell són les formes més comunes de mucormicosi, el fong també pot infectar altres zones del cos, com ara el tracte gastrointestinal, la pell i altres sistemes d'òrgans. En casos rars, el maxil·lar pot estar afectat per mucormicosi. El subministrament ric de vasos sanguinis de les zones maxil·lofacials sol prevenir infeccions per fongs, tot i que els fongs més virulents, com els responsables de la mucormicosi, sovint poden superar aquesta dificultat.
Hi ha diversos signes clau que apunten cap a la mucormicosi. Un d'aquests signes és la invasió de fongs als vasos sanguinis que resulta en la formació de coàguls sanguinis i la mort dels teixits circumdants a causa de la pèrdua de subministrament de sang. Si la malaltia afecta el cervell, els símptomes poden incloure un mal de cap unilateral per darrere dels ulls, dolor facial, febre, congestió nasal que avança cap a una secreció negra amb sinusitis aguda junt amb inflor ocular. La pell afectada pot semblar relativament normal durant les primeres etapes de la infecció. Aquesta pell es torna enrogida ràpidament i pot inflamar-se abans de tornar-se negra a causa de la mort dels teixits. Amb l'afectació als pulmons els símptomes també poden incloure dificultat per respirar, tos persistent i tos per sang. Amb l'afectació gastrointestinal pot haver-hi nàusees i vòmits i dolor abdominal.
La mucormicosi disseminada sol produir-se en persones que ja estan malaltes d'altres afeccions mèdiques, de manera que pot ser difícil saber quins símptomes estan relacionats amb la mucormicosi. Els pacients amb infecció disseminada al cervell poden desenvolupar canvis d'estat mental o coma.

## Tractament
En cas de sospita de mucormicosi, s’ha d’administrar immediatament la teràpia amb amfotericina B a causa de la ràpida propagació i l’alta taxa de mortalitat de la malaltia. L’amfotericina B s'administra normalment durant 4-6 setmanes addicionals després de començar la teràpia inicial per garantir l'erradicació de la infecció.